# Энкратиты
Энкрати́ты (др.-греч. ἐγκρατῖταί от др.-греч. ἐγ-κράτεια — дословно: власть, господство; самообладание, воздержность, отсюда другое название возде́ржники (др.-рус. въздьржньци) — группа ультраконсервативных христиан, последователей идеи крайнего воздержания, как необходимого условия спасения и членства в Церкви. Совместно с постниками дали начало богомилам. Являются одной из ветвей маркионитства.
Энкратитов, также как  татиан, эбионитов называют акватианами или гидропарастатами, так как все эти религиозные сообщества употребляют во время евхаристии воду, вместо вина.

## Отличия от традиционного христианства
Энкратиты в своих воззрениях отрицали брак, а также запрещали мясо и вино для употребление в пищу, предписывая заменять вино водой даже в причастии, за что имели прозвище «акватиан» (от лат. aqua — вода). В этих воззрениях были схожи с назореями и ессеями.

## Основание секты
Согласно мнению Евсевия Кессарийского и Иринея Лионского, основателем секты являлся Татиан Ассириец, ученик Иустина Философа. Татиан, христианский писатель-апологет II века, соединивший все четыре евангелия в единое повествование, или Диатессарон, которое оставалось в ходу в сирийской церкви на протяжении нескольких столетий и повлияло на становление канонического текста Нового завета, после мученической смерти своего учителя Иустина Татиан удалился в Сирию, где увлёкся гностицизмом.
Ириней Лионский указывал на то, что Татиан исказил учение из книги Бытия, указывающее на богоустановленность брака и назначение полов (Адам и Ева). Вследствие этого энкратиты отрицали творение мира Богом и обвиняли Его за то, что он создал мужчину и женщину для рождения детей.
Современники энкратитов не считали их какой-либо особо выделяющейся сектой, подразумевая под этим термином скорее направление из нескольких сект, исповедующих различные догмы. Евсевий Кесарийский причислял энкратитов к христианам. Ипполит Римский относился к энкратитам как к раскольникам, не признавая за ними статуса еретиков, поскольку они признавали учение о Боге и Церкви, но исповедовали другой образ жизни.
Епифаний Кипрский, упоминая об энкратитах в своих сочинениях, сообщает о том, что последователи данного движения включали в состав канона апокрифы (например, Деяния от Андрея, Фомы или Иоанна), а также исключали многие места из Ветхого Завета, а также критиковали апостола Павла, отвергая его Послания и не принимая Деяний.
Впоследствии учение энкратитов было развито Севиром и дало начало секте севириан.